# Metynnis mola
Metynnis mola är en fiskart som beskrevs av Eigenmann och Kennedy, 1903. Metynnis mola ingår i släktet Metynnis och familjen Characidae. Inga underarter finns listade i Catalogue of Life.